# 维克托·克诺雷
| 小行星158 | 1876年1月4日   |
| 小行星215 | 1880年4月7日   |
| 小行星238 | 1884年7月1日   |
| 小行星271 | 1887年10月13日 |

维克托·克诺雷（1840年10月4日—1919年8月25日），德裔俄罗斯天文学家。